# Le ciel est à vous
Le ciel est à vous és un pel·lícula dramàtica francesa de 1944 dirigida per Jean Grémillon i protagonitzada per Madeleine Renaud i Charles Vanel. L'abril de 2019, una versió restaurada de la pel·lícula va ser seleccionada per mostrar-se a la secció Cannes Classics al 72è Festival Internacional de Cinema de Canes.

## Argument
El mecànic Pierre Gauthier dirigeix el seu propi garatge fins que és expropiat perquè els seus terrenys són necessaris per un nou aeroport. Juntament amb la seva dona Thérèse, els seus dos fills i la seva sogra malcarada s'ha de traslladar. Pel seu caràcter amable presta tot tipus de serveis a tothom qui li demana un favor. Quan ajuda a un home de negocis el cotxe al qual s'ha avariat enmig de la nit, a ell i a la seva dona se'ls ofereix una nova feina, dirigint un concessionari d'automòbils i un negoci de serveis a una altra ciutat. Thérèse accepta el nou treball a prova, deixant en Pierre la cura dels seus fills. Durant la seva absència, Pierre, antic pilot de la Primera Guerra Mundial, torna al seu amor per l'aviació i descuida la seva feina i la seva família. Quan Thérèse torna, hi ha conflicte fins que finalment ella també descobreix l'alegria de l'aviació i aprèn a entendre en Pierre. Després de lluitar mútuament per seguir el seu somni d'èxit en l'aviació, Thérèse decideix intentar batre un rècord de vol de llarga distància i ho aconsegueix.

## Repartiment
- Madeleine Renaud – Thérèse Gauthier
- Charles Vanel – Pierre Gauthier
- Jean Debucourt – Larcher
- Raymonde Vernay – Madame Brissard
- Léonce Corne – Doctor Maulette
- Raoul Marco – Monsieur Noblet
- Albert Rémy – Marcel
- Robert Le Fort – Robert
- Anne-Marie Labaye – Jacqueline
- Michel François – Claude
- Gaston Mauger – el successor del Doctor Maulette
- Paul Demange – Petit
- Henry Houry – membre del consell d'administració
- Anne Vandène – Lucienne Ivry

## Producció
- El rodatge es va efectuar entre juny i octubre de 1943. L'aeròdrom de Le Bourget es va utilitzar per algunes gravacions de la pel·lícula abans dels bombardeigs del 16 d'agost de 1943. Les altres escenes "aeronàutiques" es van produir llavors a l'aeròdrom de Bron (Lió).
- Una versió restaurada de la pel·lícula s'estrenarà a finals de setembre/inicis d'octubre de 2021.[3]

## Recepció
La pel·lícula va tenir bona acollida en dues ocasions: primer per la premsa del règim de Vichy, col·laboracionista en el moment de l'estrena, després pels cineclubs d'esquerra després de l'Alliberament de França.